# Hyattsville (Maryland)
Hyattsville ist eine Stadt (City) im Prince George’s County im Bundesstaat Maryland der USA.
Das U.S. Census Bureau hat bei der Volkszählung 2020 eine Einwohnerzahl von 21.187 ermittelt.

## Geographie
Die Stadt liegt am Nordostrand der US-Hauptstadt Washington und rund 50 Kilometer südwestlich von Baltimore.

## Geschichte

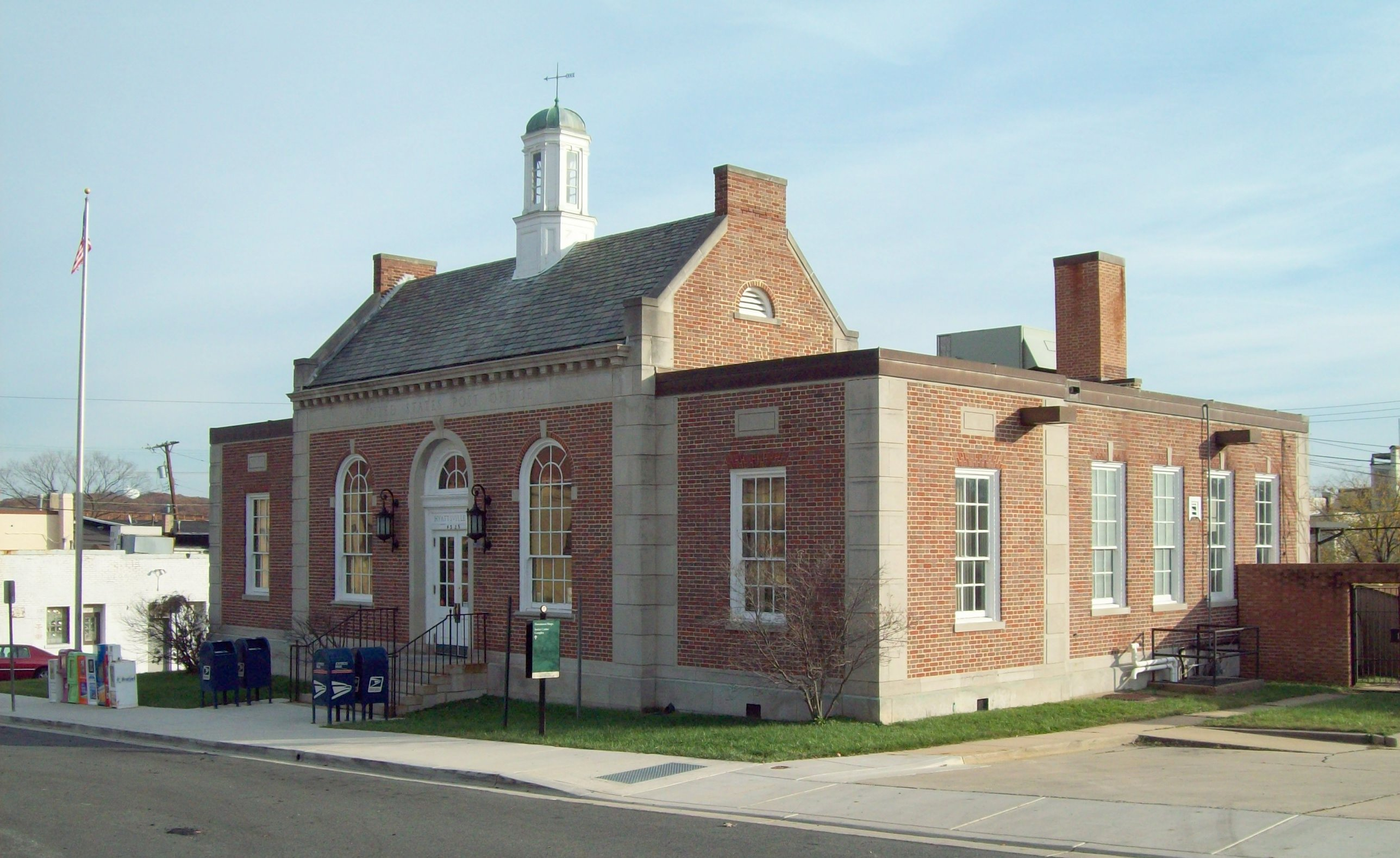
Postamt

Der Ort wurde 1859 von Christopher Clark Hyatt erstmals Hyattsville genannt, um die Postzustellung über sein Geschäft zu ermöglichen. Der Name wurde bei der Stadtgründung am 7. April 1886 übernommen. Neben dem Postamt als Vertreter der Colonial-Revival-Architektur entstand eine Reihe von Gebäuden in Viktorianischem Stil.
Von 1905 bis 1922 fertigten die Brüder Howard, Gary und Frank Carter sowie Charles Herreshoff hier Automobile unter den Firmennamen Washington Motor Car Company, Carter Brothers Motor Company, Harvard Motor Car Company und Carter Motor Car Company.

## Verkehr

Liniennetz der Washington Metro

Es besteht Anbindung an die Metro Washington, deren Green Line und Yellow Line die Stadt bedienen. Zudem trennt sich hier der U.S. Highway 1 in einen Abschnitt, der nach Washington hinein führt und einen Abschnitt, der Washington umfährt.

## Persönlichkeiten

### Menschen, die hier geboren sind
- Kathleen Fitzpatrick, Diplomatin
- Austen Rowland (* 1981), Basketballspieler
- Evonne Britton (* 1991), ghanaisch-US-amerikanische Hürdenläuferin
- John Johnson III (* 1995), American-Football-Spieler
- Frances Tiafoe (* 1998), Tennisspieler

### Menschen, die hier gewirkt haben
- Rudolf Allers (1883–1963), Philosoph
- Bill Cobey (* 1939), Politiker
- Doris Mable Cochran (1898–1968), Biologin
- Truman Everts (1816–1901), Expeditionsteilnehmer
- Betty Gabriel, Schauspielerin
- Robert Gerle (1924–2005), Geiger
- Parris Glendening (* 1942), Politiker
- Jeff Green (* 1986), Basketballspieler
- Hervey Machen (1916–1994), Politiker
- Derek Mills (* 1972), Leichtathlet (Olympiasieger)
- John Patrick (* 1968), Basketballtrainer
- William Thomas Russell (1863–1927), Bischof
- Thomas Vernor Smith (1890–1964), Politiker
- Georg Timpe (1873–1969), Theologe
- Cameron Wake (* 1982), Football-Spieler
- Craig Ziadie (* 1978), Fußballspieler